# Agustí Pedrico i Espàrzia
Agustí Pedrico i Espàrzia (Olot, Garrotxa, 19 de novembre de 1968) és intèrpret de contrabaix a la cobla Ciutat de Girona i compositor de sardanes.
Va estudiar piano, contrabaix, fuga, formes musicals i composició al Conservatori de Badalona. Com a intèrpret de contrabaix ha actuat a les cobles La Principal de Banyoles (1985-1993), Cadaqués (1994-1995) i des del 1996 a la Ciutat de Girona. Va fer classes de música des de l'any 2000 a l'Institut del Voltreganès i a l'Escola Municipal de Música d'Olot.
El 2006 guanyà el primer premi del Memorial Pere Fontàs per la sardana Santa Brígida, i el 2008 quedà en segon lloc del mateix concurs per Terra d'avellaners.

## Discografia
- Comte Arnau (2011) espectacle musical de Agustí Pedrico, amb lletara de Miquel Pujadó i Lídia Pujol, interpretat per la Cobla Ciutat de Girona[7] La música original, tota per a formació de cobla, parteix bàsicament de melodies tradicionals catalanes.[8]
- «Les noies d'Organyà » (2009)[9]